# ۲۵۹ (پیش از میلاد)
۲۵۹ (پیش از میلاد) ۲۵۹مین سال قبل از تقویم میلادی است.